# Сасекорбо
Сасекорбо (ісп. Sacecorbo) — муніципалітет в Іспанії, у складі автономної спільноти Кастилія-Ла-Манча, у провінції Гвадалахара. Населення — 121 особа (2010).
Муніципалітет розташований на відстані близько 120 км на північний схід від Мадрида, 65 км на схід від Гвадалахари.
На території муніципалітету розташовані такі населені пункти: (дані про населення за 2010 рік)
- Каналес-дель-Дукадо: 12 осіб
- Сасекорбо: 109 осіб

## Демографія
Динаміка населення (INE ):

## Галерея зображень

Розташування муніципалітету у провінції Гвадалахара